# Turó de Cal Gatelló
El Turó de Cal Gatelló és una muntanya de 616 metres que es troba al municipi d'Aiguamúrcia, a la comarca catalana de l'Alt Camp.